# 美国制宪会议
美國制宪会议（英語：:31）于1787年5月25日至9月17日在费城举行，亦稱联邦会议（Federal Convention）、费城会议（Philadelphia Convention）或费城大会（Grand Convention at Philadelphia）:31。会议原本的目的是修改《邦联条例》，从而解决当时13个以原大英帝国殖民地各邦，依該条例而组成的美利坚合众国，在運作上遭遇的重重困难。但以詹姆斯·麦迪逊和亚历山大·汉密尔顿为首的部分代表，自始便未打算要对《邦联条例》进行修整，而是希望可以直接建立新政府，與會代表选举乔治·华盛顿来主持这次会议。会议结果是制订了歷史上首部成文宪法——《美利坚合众国宪法》，因此，此次会议也成为美国历史上最重要的事件之一。
这次会议上，爭議較大的问题包括：参议员之选举和分配、比例代表制如何定义（是否包括奴隶或其它财产）、总统如何选举及其任期长短和连任次数、行政权是应该由多人共享还是一人独占、何種罪行應受弹劾、对逃亡的奴隶应如何处置、是否禁止奴隶贸易、法官是由立法还是行政部门指派等；会议的大多数时间都是在讨论上述问题，至于立法、行政和司法的三权分立之原則，倒無异议。会议开始后，代表們先在此次會議之最终目标上达成共識，並肯認詹姆斯·麦迪逊所提出的弗吉尼亚方案，嗣後開始对之修改。7月4日，会议中的部分代表组建细节委员会，休会起草宪法的初步草案，其中大部分内容都改入了最终的宪法。在全數议题都獲致解决后，委员会起草了最终的定稿，并經由与会代表签名同意，再送交各州议会等待批准。

## 历史背景
宪法制订前，根据第二届大陆会议所制订的《邦联条例》，而组成统一国家的北美地区13个新近独立邦，一共拥有约400万居民。但是，如同所有长期缺乏資金的邦联制政府，甫成立的美利坚合众国，自始便於组织和管理等各个方面，均存在严重且难以为继的缺陷:4-5:14–16。由于邦联条例只有在全體州都同意的決議下，始得修改，即任何州都拥有对任何提议的否决权，且邦联条例亦未赋予这个弱小的政府任何征税的权力：完全只能依赖各州，而無權强制要求各州支付拖欠费用。随着美国独立战争的胜利，各州开始为保护各自的利益而产生纠纷。这其中包括马里兰和弗吉尼亚州围绕波多马克河而产生的纠纷（一直到1910年，联邦最高法院才在马里兰州诉西弗吉尼亚州案中，以9比0的裁决解决了这一冲突），以及罗德岛州擅自对所有经过其境内波士顿邮道的交通强制征税等。詹姆斯·麦迪逊建议各州政府派出专员“出于对各方共同利益和长久和谐统一的考量，并结合整个美利坚合众国各州间貿易境況，来决定所必须采取的措施。”
在1786年9月召开的安納波利斯會議上，来自5个州的代表们决定于1787年5月14日在费城召开制宪会议，来讨论对邦联条例进行改进。但罗德岛州擔憂該会议將损及其利益，便对之予以抵制，并且当宪法最终制订并提交各州时，自始即拒绝予以批准。

## 会议

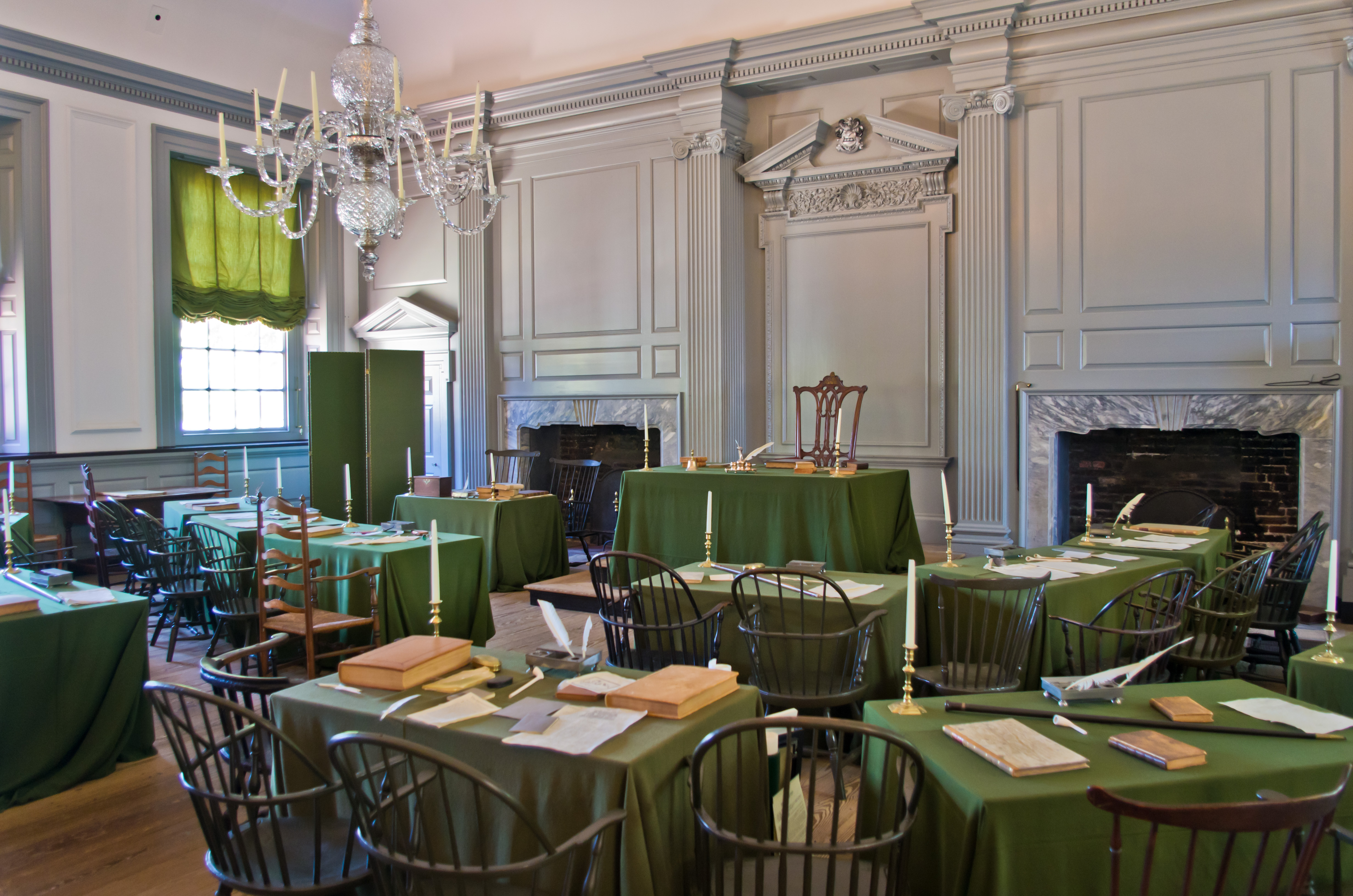
独立厅的会议室

由于18世纪后期交通还很不便，原定1787年5月14日召开的会议，届时僅有少數代表到达，直到25日才有7个州的代表人数达到法定人数（新罕布什尔州的代表直到7月23日才得以参加会议，會期已然過半）:103。詹姆斯·麦迪逊最先到达，然后是弗吉尼亚州的其他大部分代表，在等待其他代表期间，该州代表们拟出弗吉尼亚方案，麦迪逊是主要的设计者和起草人。5月25日，已经到达的代表们在独立厅（当时的宾夕法尼亚州议会）参加了首次会议。
乔治·华盛顿被一致推选为会议主席，并且大家都同意該投票结果，在会议结束前要一直保密:11。虽然威廉·杰克逊被推选为大会书记，但他所做的记录都很简略，其中所包含的细节非常有限。所以，麦迪逊的1787年联邦会议辩论记录，加上罗伯特·耶茨的笔记作为补充，仍然是对于此次会议最为详尽的记录文献:162–164。
在會議辩论中，代表们经常引用历史先例来支持自己的立场。这其中最常被提及的就是英国历史，特别是光荣革命（常被简称为“那场革命”）；或是古代史（主要是罗马共和国以及希腊城邦的联盟），又或者更近代的荷兰和德国的先例。

### 詹姆斯·麦迪逊的蓝图
在等待会议正式开始时，詹姆斯·麦迪逊拟出了他的初步方案，这一方案成为了之后著名的弗吉尼亚方案，并反映出他强烈的联邦主义观点:47。等到弗吉尼亚州其他几位代表陆续到齐时，宾夕法尼亚州的绝大部分代表也已到齐。他们同意了麦迪逊的这一方案，并在最重要的几点问题上，形成同盟性的共识。嗣後，会议正式开始时，只有該方案与南卡罗莱纳州代表查尔斯·平克尼的方案成形。此時，查尔斯的方案尚未有同盟支持，故麦迪逊的方案自始便已经进入了审议和辩论的阶段:47。

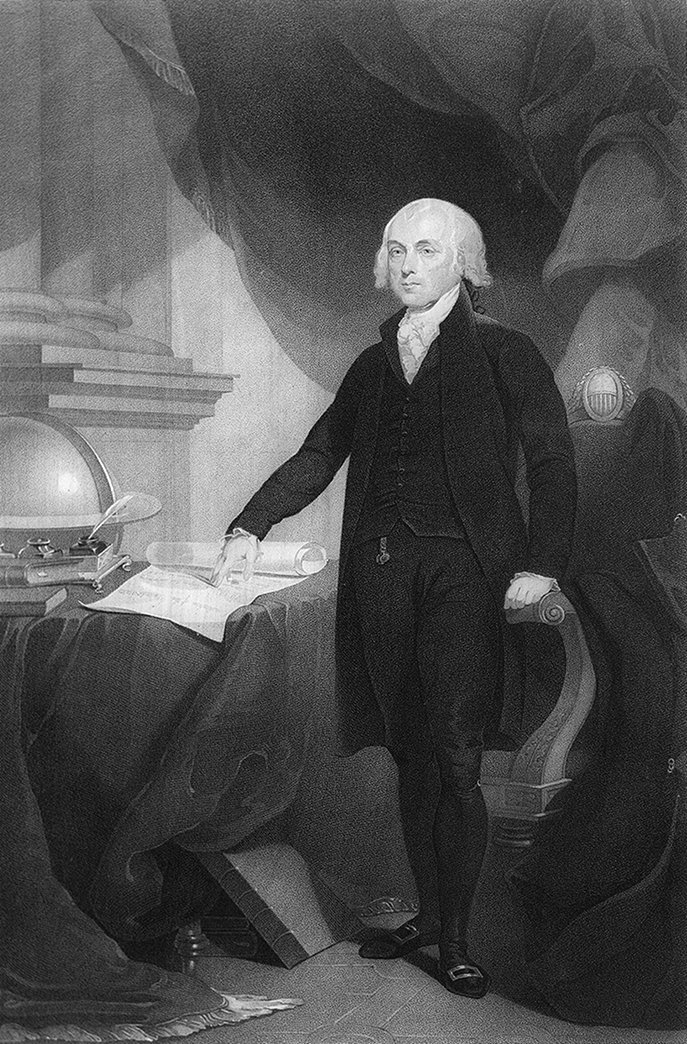
詹姆斯·麦迪逊，弗吉尼亚方案之父

会议通过了几项基本原则，其中最重要者，就是同意此次会议不再只是为了修改《邦联条例》，而是应该制订一部新宪法。部分代表认为这并不合法，但《邦联条例》与宪法相比，更像是不同主权国家之间的友好条约，因此真正法律上的争议其实比较有限:64。另一项基本原则，就是新政府不但要拥有当时联邦国会的全部权力，还要拥有超出各州的其它权力:64。在这两点上达成一致后，会议开始投票通过并签置了弗吉尼亚方案。接下来，会议即开始对之进行修改。
麦迪逊方案的几个重要设想都未曾受到強烈挑战。在审议过程中，对该方案所提出的几个较为严肃的反对意见，均是针对其两院制国会的设想，而非针对行政和司法，这另外两个独立的分支:67。由于英国法律通常认为，政府由议会代表的立法部门，與国王及其法院代表的行政部门组成，故應将立法部门与行政、司法部门分开，这点並無争议。
立法部门分为上院和下院，这一点也不存在疑问，尽管英国上议院的代表均自世袭贵族中选出:82，但无论是在英国还是在多数州政府中，美国人对两院制以外的立法部门，一直所知甚少。对此，主要例外只有当时已不能正常运作的邦联议会，和实行一院制的宾夕法尼亚议会，后者獲認於每次选举后，都会在党派间变成极为摇摆不定:82。这些经验让代表们确信，勢必要建立一个上议院，来与党派极端保持距离。不过，由于美国并没有任何原生的世袭贵族，因此这个上议院的地位并不确定，只是相信应该由其来代表社会中“更好的”一部分人:85。
代表们也同意了麦迪逊所提出的行政与立法部门分立的提案，出于对王权的厌恶，美国的立法者们所建立的州政府中，行政权非常依赖立法部门，至1780年代后期，这已被视为是政府行政事务趋于瘫痪的原因之一:82，邦联政府就是最为典型的代表之一。
此外，依據英国传统，法官被视为是国王和其法庭的代理人，是国王在其领域内的代表。而麦迪逊则认为：在美国各州中，法官与行政官员间的直接关联正是腐败的根源，若切断这一关联，则可以前无古人地将司法部门提高到一个政府分支的地位。不过，他并不认为司法应该真正独立，而是认为其应该依赖立法而非行政部门。在会议上，支持他的一派认为应该由立法部门来指派法官，而另一派则相信应该由总统来指派。对此双方最终达成妥协，总统可以指派法官，但必须由参议院批准确认:84。
在少数几个方面，麦迪逊的方案只得到了少数代表的支持，只有少数人同意国会可以宣布州法无效，因此这一构想最终遭揚棄。虽然多数人认为，应该建立一些机制来取消国会的不当立法，但只有很少几位同意麦迪逊提出的方案，該機制应由行政官员和法官共同组建委员会，以对此作决定。相反，这个权力最终以否决权的形式单独赋予了行政部门，不少人认为这样可以防止其过度受制于专横的立法部门，从而有效地保护行政权:141。同时在审议过程中，还有代表提出了新泽西方案。不过这一方案更多是对弗吉尼亚方案的反驳，没有经过严肃探讨:230。稍後，还有代表提出應设立副总统一职，主要作用就是在总统缺位时继任。

### 早期辩论
辩论过程中，如有任何州的多数代表进行提议，该提议将由所有州进行投票，每州可投一票赞成或反对:83。会议期间，代表们时而到场、时而缺席，一般来说每天约有30-40人与会:83。因此，如果一个州的代表们对新提议未能形成多数意见，或是该州在对某项提案进行投票當日，与会的代表数太少，不足以满足法定要求，那么該州就注定会在該項提案上无所作为。例子之一，為7月份时两位纽约州的代表退出会议并離去，而且也没有再回来，因此纽约州在嗣後任何提案上均喪失投票权，并且也无权提出自己的新提案並要求会议进行表决。縱然如此，该州代表亚历山大·汉密尔顿仍继续在会议中，代表其州进行发言和辩论:83。
早期辩论过程中，争议的主要问题之一，就是下院（众议院）议员的分摊，少许代表希望所有州的议员人数相等，但这从未被认真考虑过。大部分代表希望根据各州的人口和财产进行分摊:117。虽然对财产应如何计算这一问题，曾有人提出过建议，但之后考虑到这样的统计并不现实而放弃了。
尽管因奴隶地位问题而受到了强烈的反对，但大部分代表都同意，蓄奴州在统计人口时，亦應計入奴隶人口。最终的五分之三妥协规定各州人口数，按自由人总数加上“所有其他人口”（即黑奴）的五分之三予以确定，这一方案也并没有受到多少质疑:119。因为早在多年前，当邦联国会试图评估全国性的税收制度时，就已得出了一个奴隶可以达到五分之三个自由人生产力的结论。該比率已在多年的浮动后获得广泛接受:119。这一妥协还让包括南卡罗莱纳和乔治亚在内，人口较少的蓄奴州形成同盟，共同支持弗吉尼亚方案，从而扩大其实力。最终会议也决定下院议员由公民直接选出:119。

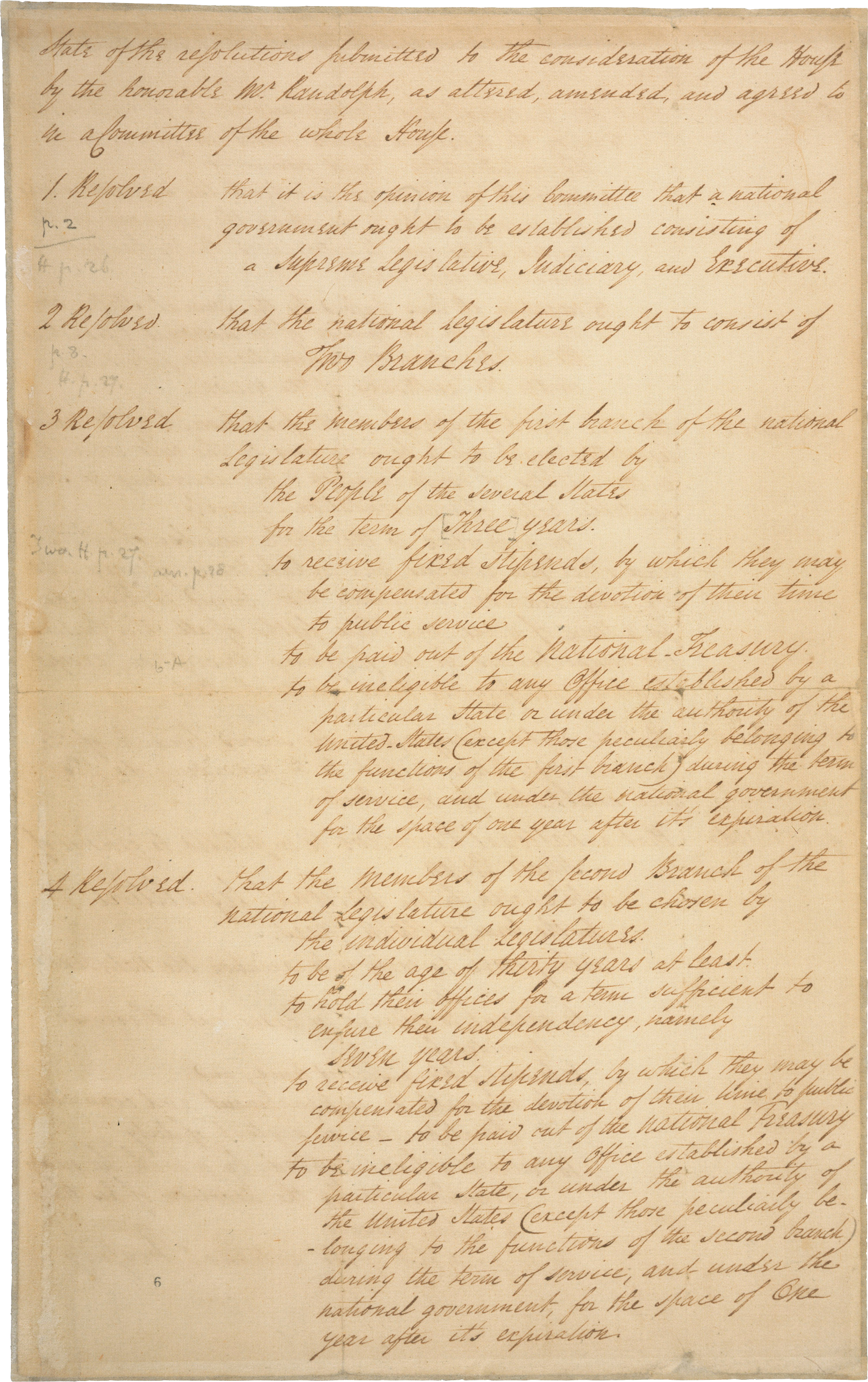
弗吉尼亚方案正面

相比於下院，上院（参议院）的问题更具争议。麦迪逊与少数代表认为其成员应由下院选出，詹姆斯·威尔森则建议，由民众投票和州议会选举产生，但該提議為代表们以10比1所否决。大部分代表并不质疑选民们的智慧，他们担心的是18世纪后期信息的闭塞:122。会议期间，他们发现当地的报纸对时事报导甚少，仅有的一些信息也过于粗略且过时，甚至连有关这次会议的内容也寥寥無幾。
除了直接选举的问题外，对于那些之前已由其州议会选出，在邦联国会任职的代表来说，新宪法与旧体制相比，简直就是一次彻底的决裂。为此，会议同意对所有以舊制选出的参议员之职位予以保留，使宪法在这方面的改变不至过于激进:122。
但更困难的问题，仍然是有关参议员数目的分摊，康涅狄格的代表提出了一份妥协议案，其中建议下院的代表人数按各州人口数量分配，而上院中所有州不论人口多寡都是一位代表。但人口大州擔憂該法將削弱其在立法部门的影响力，而反对这一议案，由于无法达成一致，代表们决定暂时搁置之，并在进一步审核后再行考虑。
另一个无法达成一致的问题，是行政权究竟应该是一人独享还是三人分享。许多人支持由三人分享来限制其权力，并且很多人都擔憂一人独占行政权，将导致其只会注重保护自己所在地区的利益，一些人希望三人中每一位都分别代表不同地区的利益:134。但因確信乔治·华盛顿或將成为第一任总统，所以对他独享行政权进而与其支持者形成一个较大的联盟这一担忧有所减缓:134。这个问题在达成共识后仍然不时被提起，但再也没有被严肃地质疑过。
下一个焦点议题则是总统选举。少数人同意麦迪逊在方案中所规定的由立法部门指派，因为18世纪后期，信息流通的速度还非常缓慢，所以许多代表们都担心，大范围直接选举下，选民们只会投票支持其所在地区的候选人。此外，还有少数人提议联邦政府行政长官由各州州长选出:136。
这个问题，是本次会议解决的最后几个主要议题之一，其解决方案是通过选举团的形式来选举总统。当时现代意义上的政党制度尚未形成，眾人擔憂候选人会经常因为无法获得多数选举人票而落选，因此代表们也需要相应解方，大部分人认为这时应该由众议院来选择总统，因为其与基层民意最为接近。但这引来了人口小州代表的反对，因为他们知道这样会使其州处于不利地位。为了解决这一争议，大会同意如果没有候选人获得选举团的多数而当选，则由众议院投票选出总统，但每个州均只有一票:136表决权。
在进入第2个月的审议时，会议决定由目前与会的11个州，各派一名代表组成委员会，来进一步商讨和决定各州在联邦政府立法部门代表名额之分配。这个“大委员会”的成员包括约翰·拉特利奇、本杰明·富兰克林、埃尔布里奇·格里、奥利弗·埃尔斯沃思、罗伯特·叶茨、威廉·帕特森、小甘宁·贝德福、乔治·梅森、威廉·理查森·戴夫和亚伯拉罕·鲍德温。7月5日，该委员会向大会提交了一位妥协方案，此前人口大州因認為这给予了小州過多权力而反对康涅狄格妥协案，故大委员会建议对之作两点重要修改，其中一点就是建议上院在审批下院递交的税收法案时，只能表态赞成或反对，而不能对之作任何改动（不过这一规定在最后还是被调整为，允许参议院在对众议院提出的预算案进行审议时，修改其内容:199）。
另一点重大修正，即特别规定每位参议员拥有一票表决权，而非之前的每州一票表决权，且各州将会有多位参议员。这意味着参议员可以按各自意愿投票，不僅為州议会代表而真正成为整个国家的代表。由此，参议员就给政府带来了联邦制的特点，並非基於他们是被州议会所选举出，而是因为他们都在参议院拥有平等代表权，而这正是小州的主要目的。正是这样的设计，而非之前麦迪逊的方案中，謹将“全国”二字换成“联邦”，使代表们接受了宪法的联邦性质。最終文本中，也既体现了麦迪逊原本的“全国”性，也表现了许多代表所试图追求的“联邦”性:199。

### 初稿
制宪会议于7月26日至8月6日期间进行休会，来等待细节委员会整理出报告，这份报告就是宪法的初稿。委员会由绰号“独裁者约翰”（Dictator John）的约翰·拉特利奇主持:267，該绰号反映他在独立战争早期、担任南卡罗莱纳州长期间，拥有非同一般的巨大权力。其他成员包括埃德蒙·伦道夫、奥利弗·埃尔斯沃思、詹姆斯·威尔森和内森尼尔·哥尔汉姆。虽然这个委员会中的成员大多更看重大州的利益:264，但自地理上而言，代表们的分布非常均匀：来自马萨诸塞州的内森尼尔代表了新英格兰北部地区；康涅狄格州的奥利弗则代表了新英格兰南部地区；宾夕法尼亚州的威尔森代表了中部各州，弗吉尼亚州的伦道夫则代表中南地区，而南卡罗莱纳的拉特利奇则代表南方:264:164。除内森尼尔外，委员会的其他成员都曾是律师，并且都将成为新政府中最重要的司法官员之一（伦道夫将成为首任美利坚合众国总检察长，而拉特利奇、埃尔斯沃思和威尔森都将成为联邦最高法院大法官），并且各委员早在邦联国会担任议员期间就已彼此熟识，清楚地知道对方的弱点。除伦道夫外，其他人都曾在邦联国会面临严重财政问题期间任职过。并且所有人都曾在此前數月的制宪会议中，扮演了非常重要的角色：伦道夫提出了弗吉尼亚方案，拉特利奇和威尔森是起草各州议员数目妥协方案的关键人物，埃尔斯沃思是为人口小州争取参议院代表权的领导人物，而哥尔汉姆则曾在会议对委员会代表人选进行激烈辩论期间，提出了妥协方案:165–166。
虽然细节委员会并未紀錄其议事过程，但现存的三份关键文件中保留了不少信息：一份伦道夫起草并由拉特利奇编辑的大纲，威尔森记下的大量笔记和同样由拉特利奇编辑的第二稿文本，以及委员会最终提交给会议的报告:168。这些文件证明委员会正是根据会议上通过的决定对弗吉尼亚方案进行修改，并参考《邦联条例》、州宪法甚至查尔斯·平克尼的方案，结合产生了宪法的初稿:269–270:165。对此作家大卫·O·斯图尔特将之称为“复制粘贴的卓越作品”（:165）。
伦道夫在准备最初的大纲过程中，应用了两个指导性的思路：
一、宪法中应该只包括有基本的原则，避免对因時而異的小细节作出規範；
二、文本中的具体用词应尽可能简洁和准确:270。
委员会提交的报告中，包括有不少之前会议上从未讨论过的细节内容，这些内容都是委员会成员们相信与会代表都会同意且没有争议的。之后的结果也确实如此，这些内容中的大部分并未再經辩论，便纳入到最终的宪法中:169。比如，旨在为国会议员在工作过程中所发表的言论，提供豁免权的言论或辩论条款，和国会两院相应的组织规则等。
但是，之前曾担任过州长的约翰·拉特利奇虽然同意，新中央政府的权力要超过之前的邦联政府，但其超越州政府的权力应该要受到限制。在他的坚持之下，委员会超越了会议之前所达成的决定，就像大卫·O·斯图尔特所说的那样，委员会“劫持”（hijacked）并重新制订了宪法，擅自改变了会议上代表们已经达成一致的意见，加强了各州在全国政府中的权力，并且在宪法中增加了许多在会议上從未讨论过且影响深远的规定:165。
第一个在拉特利奇坚持下比较大的改动，便是大幅削弱会议僅在两个星期前同意赋予联邦国会的权力，这一权力允许立法部门在“所有对联邦普遍有利”的方面拥有不受限制的权力。他和伦道夫都担心这将给予联邦政府过于强大的权力，进而损害各州的利益。在伦道夫的大纲中，委员会将这一权力的表述改为列举出18种具体的权力“清单”，多數內容来自于《邦联条例》中，并且会严格地限制国会在诸如征税、订立条约、开战及建立邮局等方面的权力:273–274:170–171。不过拉特利奇并没能说服委员会中所有成员接受这样的改动，宪法中最后还是增加了一个笼统的必要和适当条款，这一条款规定，国会可以“制定为行使上述权力和由本宪法授予合众国政府或其任何部门或官员的一切其他权力所必要和适当的所有法律。这一条款很可能是由詹姆斯·威尔森加上去的，他是一位更担心各州主权的国家主义者:274:171–172。
威尔森给出的另一项改动，即对州权賦予8项明确限制，比如禁止各州单独缔结条约和发行货币等。这些限制使联邦和各州政府间的权力获得相对平衡:274–275:172。此外，他还修改了会议通过的高级条款，来确保国会通过的法律高于各州的法律:172。
这些更改，在各州和联邦政府之间形成了一定的平衡，并最终体现到了制订的宪法中，之后会议上也没有再对拉特利奇和威尔森所塑造的，这种联邦和州双重主权的表述提出过质疑:172。
不过，细节委员会提交会议报告中的另一项改动，就更加激进并且也更富争议了。早在会议同意指派委员会这天，来自南卡罗莱纳的查尔斯·科特斯沃斯·平克尼就曾警告委员会成员，如果不保护南方的奴隶制或对南方农产品出口进行征税，将会导致的严重后果:269, 275:173。他和其他南方州的代表一定很高兴地看到，委员会将三个明确限制国会权限并对南方州有利的条文纳入其中，这些条文将永远禁止国会干扰奴隶贸易或对出口征税，并要求两院在试图通过任何有关国际贸易的法律（即类似英国《航海法案》的任何法律）时必须有三分之二多数通过。虽然委员会报告中的其它大部分改动都被会议代表们接受了，但是这最后的3个方面提议，却引起了北方代表对南方代表的众怒:275:173-174。
委员会的最终报告成为了宪法的初稿，这也是第一个可行的宪法方案，而麦迪逊之前给出的弗吉尼亚方案，则主要是基本的大纲。在报告完成后，委员会仍然继续工作，直至9月初。

### 进一步修改和总结辩论
嗣後的一个月內，会议对宪法初稿的内容，进行讨论和进一步的细化，这一过程中，虽然多次有代表试图改变约翰·拉特利奇的草案，但真正成功的寥寥無幾。有些人希望对担任公职的人所拥有的财产进行限制，另一些人则希望禁止联邦政府印发纸币:187。特别是詹姆斯·麦迪逊，还是希望可以将宪法改回为更接近其提出的弗吉尼亚方案。
这期间达成的一项最终写入宪法的重要改变，是南、北方州代表最终同意授权国会，从1808年起中止大西洋奴隶贸易；另一项就是北方州同意强化逃奴条款，以此换取南方州同意联邦政府将来要对国际间包括奴隶在内的任何贸易征税或通过相应法案时，国会两院均只需多数通过即可，而非三分之二多数，从而增强了其对国际贸易的管辖权。三分之二是此前南方州代表的要求，他们担心国会可能会通过相关法律，损害奴隶主的经济利益:196。
会议完成对细节委员会提交初稿的讨论和修改后，一系列新出现且未解决的问题，被安排给了各个委员会进行讨论。其中，细节委员会开始考虑人身保护令、新闻自由有关问题，以及是否需要设立为总统提供建议的执行委员会；另外两个委员会则开始讨论奴隶贸易和战争债务的问题。
这时，还新設立了推迟问题委员会，旨在解决所有推迟予以讨论的问题。其成员（如麦迪逊）大多因期盼能早日完成任务回家而被选入，故更有意願在这些问题上予以妥协:207。委员会开始讨论与税赋、宣战、专利和版权有关的问题、与印第安土著部落之间的关系，以及此前本杰明·富兰克林有关税收法案只能由众议院提出的妥协等。而其所解决的最大问题则与总统选举相关，委员会给出的最后妥协方案由麦迪逊起草:209。他们通过了之前詹姆斯·威尔森提出由选举团来选举总统的方案，并对麦迪逊认为“20次会有19次出现”的''如果没有候选人获得过半数票，应该如何决定总统人选''的问题，给出了解决方案。
该委员会也将总统任期，从7年缩短到4年，并允许连任；把弹劾案件的审判权，由法院改为参议院。他们还设立了副总统一职，其作用僅在总统无法履行职责时，代理其职务以及主持参议院的日常工作（但一般情况下无投票权）。委员会还将一些重要权力从参议院移交给了总统，如任命大使和缔结条约等（但均须参议院批准:212）。
会议期间的一个一直存在争议的问题，就是总统之任期时限及是否要有任期限制。此前，由于会议打算由国会来选派总统，此議題并不存在，但嗣後由于改为由选举团来选举总统，便將降低总统对国会的依赖程度，故賦予總統较短任期和允许寻求连任，成为較有可行性的选择。
会议末期，埃尔布里奇·格里、埃德蒙·伦道夫以及乔治·梅森成为反對派主力。从麦迪逊较为模糊的弗吉尼亚方案，逐渐发展到拉特利奇主导细节委员会给出的较为具体的方案，过程中他们的担心也逐渐增多:235。有些人认为，拉特利奇对宪法的攻击是基于政治野心，特别是他预期自己将在未来的选举中面对帕特里克·亨利。三人最强烈反对的，就是国会得以强化逃奴条款来换取将来以简单多数(而非三分之二多数)通过航海法案:236，且他们亦反对设立副总统一职。縱然，渠等多數的反对意见最終并未导致宪法更改，但还是有几个意見達成目标。梅森成功在弹劾条款中增加了“重罪和轻罪”的内容，而格里则说服会议增加第二种批准修正案的方法：细节委员会的报告中，只提供一种制订宪法修正案的机制，即由三分之二的州要求国会召开制宪会议提出修正案。但在格里的敦促下，会议重新将弗吉尼亚方案中提出的国会可以提出修正案并由各州批准这一方法加入到了宪法中:238。至今为止，宪法的全部27条修正案都由此方法所提出。
因其他代表大都希望可以早日完事回家，尽管有所建树，但这三位反对派仍逐渐变得不受欢迎。在会议告結前不久，代表们准备起草最终的宪法时，一位代表又针对民事审判提出异议，他希望可以确保民事案件也应用陪审制审判。而梅森则将此看作是一个大好机会，他向大会提出宪法中应该包括权利法案，并表示用不了几小时就能准备好，格里对此也表示同意，但其他成员推翻了这一建议。他们都想回家，觉得这只不过又是个缓兵之计:241。
当时很少有人意识到，这将成为多么严重的问题，缺少权利法案将成为嗣後反联邦党人拒绝批准宪法的主因。会议上的多数代表觉得各州已经保护个人权利，同时宪法也未授权联邦政府取消这些权利，並無必要把保护权利的内容写入宪法中。此後，代表们还在最后的时间里作了一点调整，允许参议院在对众议院提出的税收法案进行表决时，修改其中的内容，而之前参议院只能够明确表示赞成或反对，無權修正之:243。

### 起草和签署

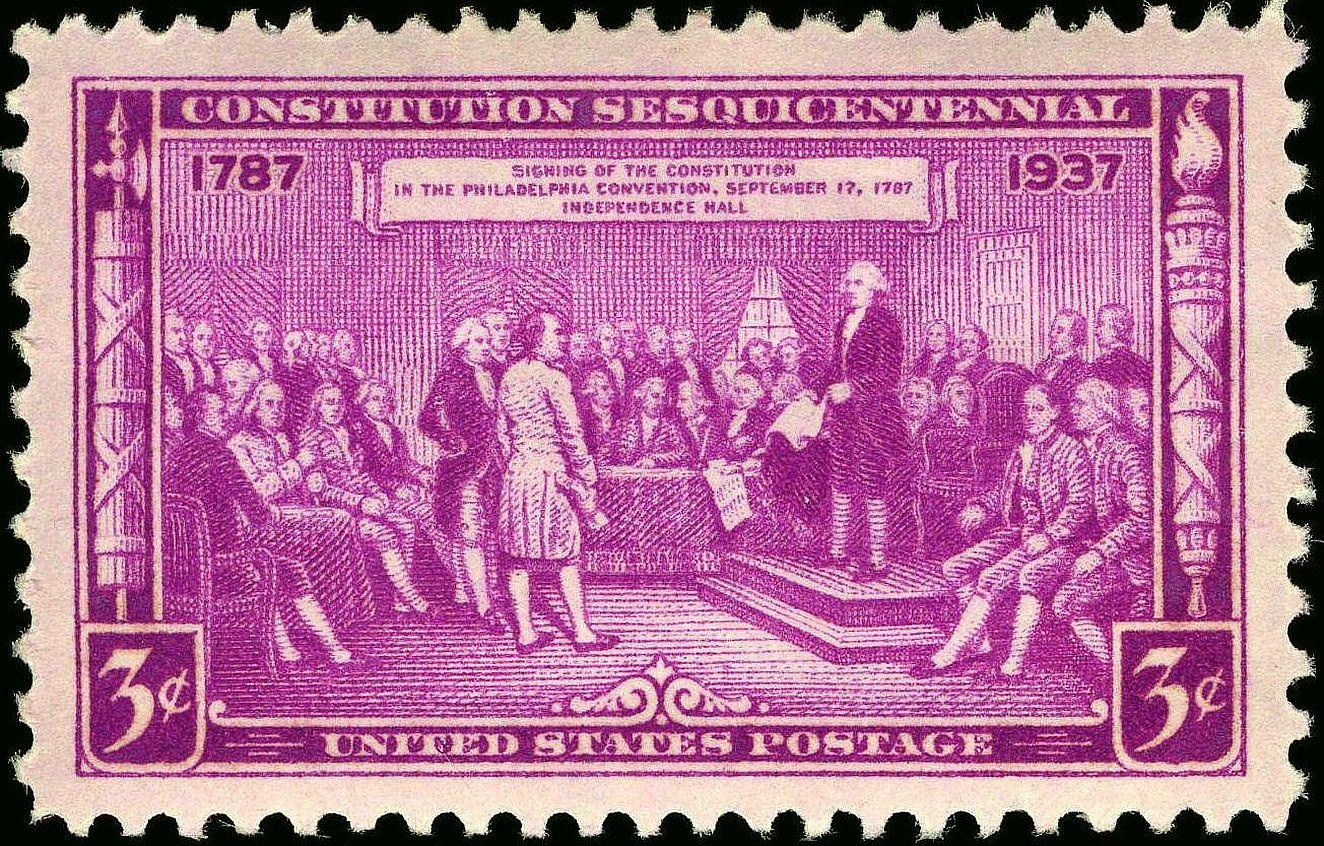
1937年发行的美国邮票，图案是与会代表签置宪法。

改动盡數完成后，与会代表指定了一个委员会，将已经通过的提案总结并修订为比较正式文件。与先前的其他委员会最大的不同在於，这个委员会中并不包括来自不同地区、拥有不同政见的成员，而均是由支持组建强有力的中央政府，并且对州权并不十分看重的代表组成:229–230。他们包括康涅狄格州的威廉·塞缪尔·约翰逊，纽约州的亚历山大·汉密尔顿、宾夕法尼亚州的古弗尼尔·莫里斯、弗吉尼亚州的詹姆斯·麦迪逊和马萨诸塞州的鲁弗斯·金。9月12日（星期三），委员会向会议提交了最后的报告，接下来三天会议就是对之进行复核。从9月15日（星期六）开始，负责正式文件书写的雅各布·夏洛斯开始全神贯注地书写全部宪法条文，并最终在9月17日完成并交由代表签署。但在此之前，会议上还通过了一项重要的改动，即在宪法中禁止任何一州损害契约义务。这就成了之后宪法第一条的第十款契约条款:243。
宪法终于制订出来了，但仍然有不少代表对之并不满意。其中，有13位代表选择了在最后的仪式开始前离开，并且弗吉尼亚州的乔治·梅森和埃德蒙·伦道夫以及马萨诸塞州的埃尔布里奇·格里则干脆拒绝在宪法上签字。其中乔治表示如果要他支持这部宪法，则一定要通过权利法案。最后递交各州议会批准的宪法中并没有包括权利法案，但是许多州都是因为相信该法案很快就会通过，因此才批准了宪法。
到了大家都准备签字前不久，马萨诸塞州的内森尼尔·哥尔汉姆又提议，将原定每4万公民设立一个国会选区，降为每3万人设立一个。之前也有代表提出过类似的建议，但因一票之差被否决。这时乔治·华盛顿发言表示支持，这也成为他对宪法的唯一一个实质性贡献。会议最后没有再进行进一步的辩论而采纳了这个提议，哥尔汉姆之前虽然曾公开对美利坚合众国是否能够作为一个统一的国家持续超过150年表示过怀疑:112，但他还是在宪法上簽了字。所以在全部55位与会代表中最终有39位在宪法上簽字，但似乎無人对最終结果感到很满意。正如本杰明·富兰克林所说的那样：
“我得承认自己对这部宪法中有好几个部分并不认同，但是我觉得这并不意味着自己永远都不应该同意让其通过……我们即使再开几次制宪会议也未必能够制订出一部更完美的宪法……所以同志们，尽管这让我自己也感到意外，但我认为这个系统已经接近完美，而且我认为它也会让我们的敌人感到震惊……”
罗德岛没有派出代表参加会议，纽约州的三位代表中有两位在会议开始后不久就退出了。因此根据乔治·华盛顿的建议，宪法是由“汉密尔顿上校和其他11个州”一起制订的:244。然后他第一个在宪法文本上签字，接下来是从北往南各州的代表。并且按照会议期间的传统，代表们均是在会议室的前方签字。等到最后一位代表签字后，本杰明·富兰克林表示，在华盛顿所坐的椅子后方墙上画有一个太阳，这个方向才应该是会议室的“前方”。他说自己经常看着这个太阳，“却总是不肯定这画的究竟是日出还是日落。不过现在我很高兴地知道这是日出，这是个正在上升而非下沉的太阳。”
最后，根据其中第七条的规定，宪法被送至各州进行批准。

## 提议方案
会议上提交审议和辩论的有多个方案，其中最重要的就是麦迪逊的弗吉尼亚方案，整个会议最主要的工作日程，就是对这一方案进行讨论和修改。查尔斯·平克尼也提供了一套方案，不过并没有被采纳，并且由于缺少文献记载也已经消失在历史的长河中。在会议顺利开展期间，新泽西州的代表也提出了一套方案，不过也没有引起过多少重视:230，该方案主要是一些代表认为这次会议对《邦联条例》进行了一些太过激进的变更因而表示抗议:230。之后，亚历山大·汉密尔顿也提出了一个方案，但由于该方案中有一个终身任职的行政长官，因此被代表们认为与君主制太过类似:137。不过值得一提的是，历史学家并不确定亚历山大提出这一方案的意图，有些人甚至估计其目的只是为了让弗吉尼亚方案看起来更容易接受:137。康涅狄格妥协并不是一套方案，而是一系列由康涅狄格州代表提出的妥协思路，这些妥协也成为最终宪法得到批准的关键，并且也是本杰明·富兰克林草拟宪法文本后，为让人口较多的几个州更易接受而包含在草案中的唯一一个妥协提案:199。

### 弗吉尼亚方案

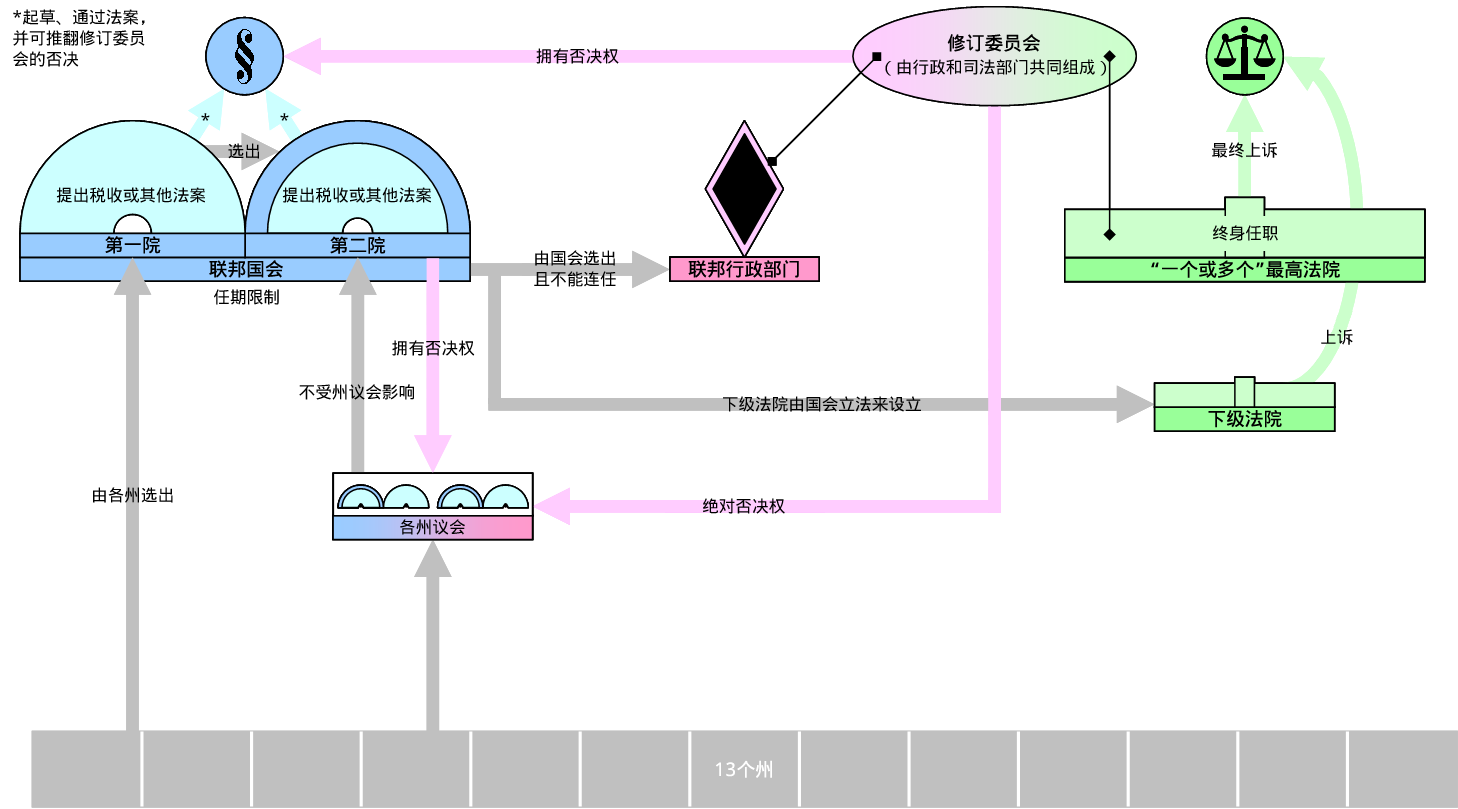
弗吉尼亚方案

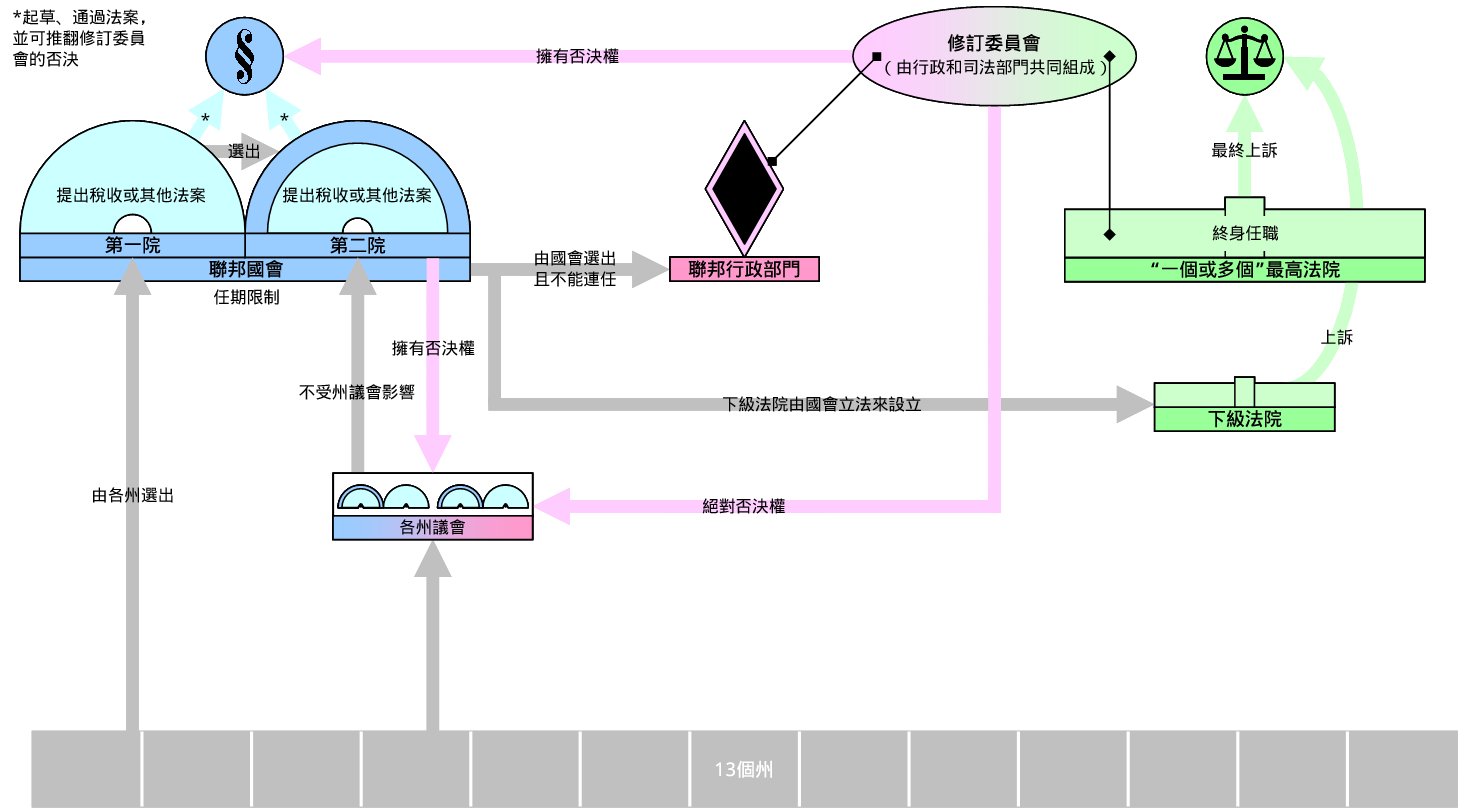
弗吉尼亞方案

在会议正式开始前，詹姆斯·麦迪逊就已经设计出了一副蓝图，这一副蓝图就是弗吉尼亚方案的雏形，也被称之为大州方案。因此，麦迪逊也被称为是美国宪法之父。该方案于1787年5月29日由弗吉尼亚州长埃德蒙·伦道夫在会上正式提出，其中最主要的特点就是设计了一个非常强有力的两院制立法部门。这两院均按人口比例进行分配，其中下院直接由公民进行选举，而上院则由下院选举。行政部门的存在只是为确保立法机关的意志得到恰当执行，因此也将从立法部门中选出。弗吉尼亚方案还设定了司法部门，并给予行政和司法部门一定的否决和撤消权。

### 查尔斯·平克尼方案

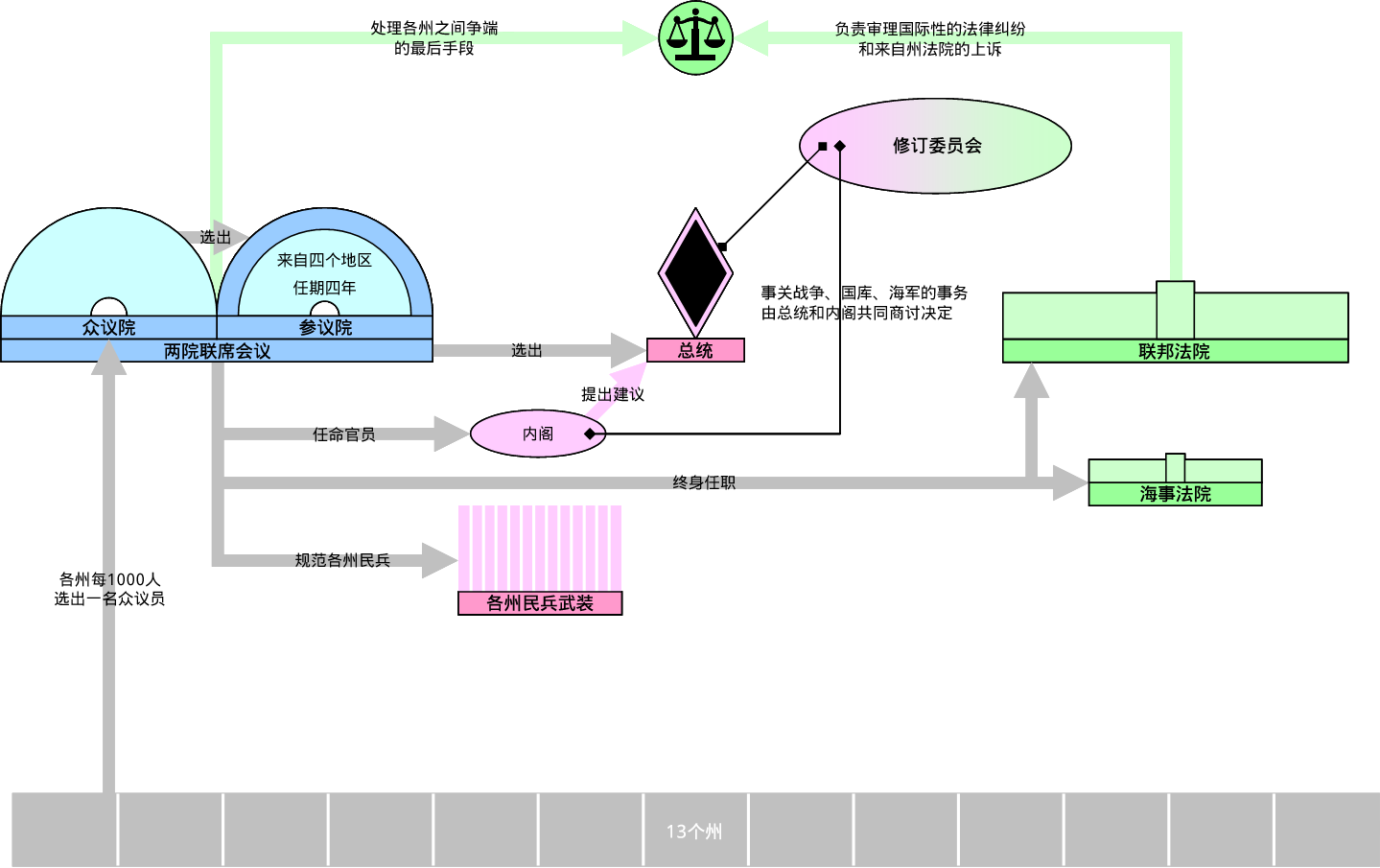
平克尼方案

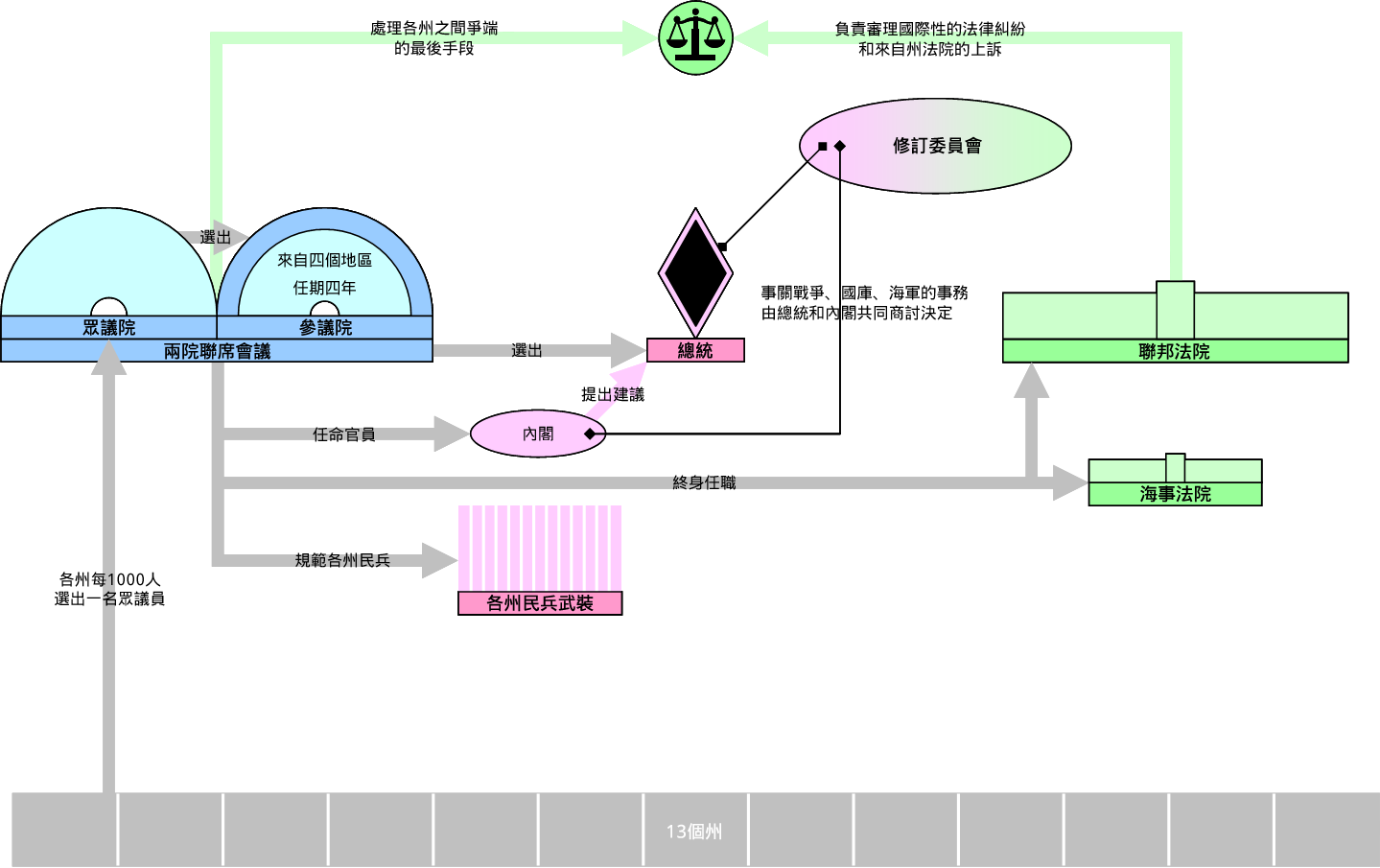
平克尼方案

弗吉尼亚方案呈现后，南卡罗莱纳州的查尔斯·平克尼立即向大会正式提出了他的方案。由于查尔斯当时还并未将方案写下来，所以今天我们对其了解的唯一途径只能是詹姆斯·麦迪逊的笔记，因此其具体细节并不甚明朗。这一方案以条约或联盟的形式将13个州联系起来，立法机构同样有两院，分别为众议院和参议院。其中，每1000位居民中选出一位众议员；众议员再选出参议员，任期为4年，并且代表当时4个主要地区中的一个并轮流上任。国会还需在两院联席会议上选出总统并指定内阁人选。此外，国会还需以联席会议的方式来处理各州之间的争端，这一方式也是处理此类争端最后的手段。平克尼的方案中也提供了一个联邦最高法院。不过，这一方案并没有经过辩论，但其中的很多内容都在之后细节委员会的讨论中被提及。

### 新泽西方案

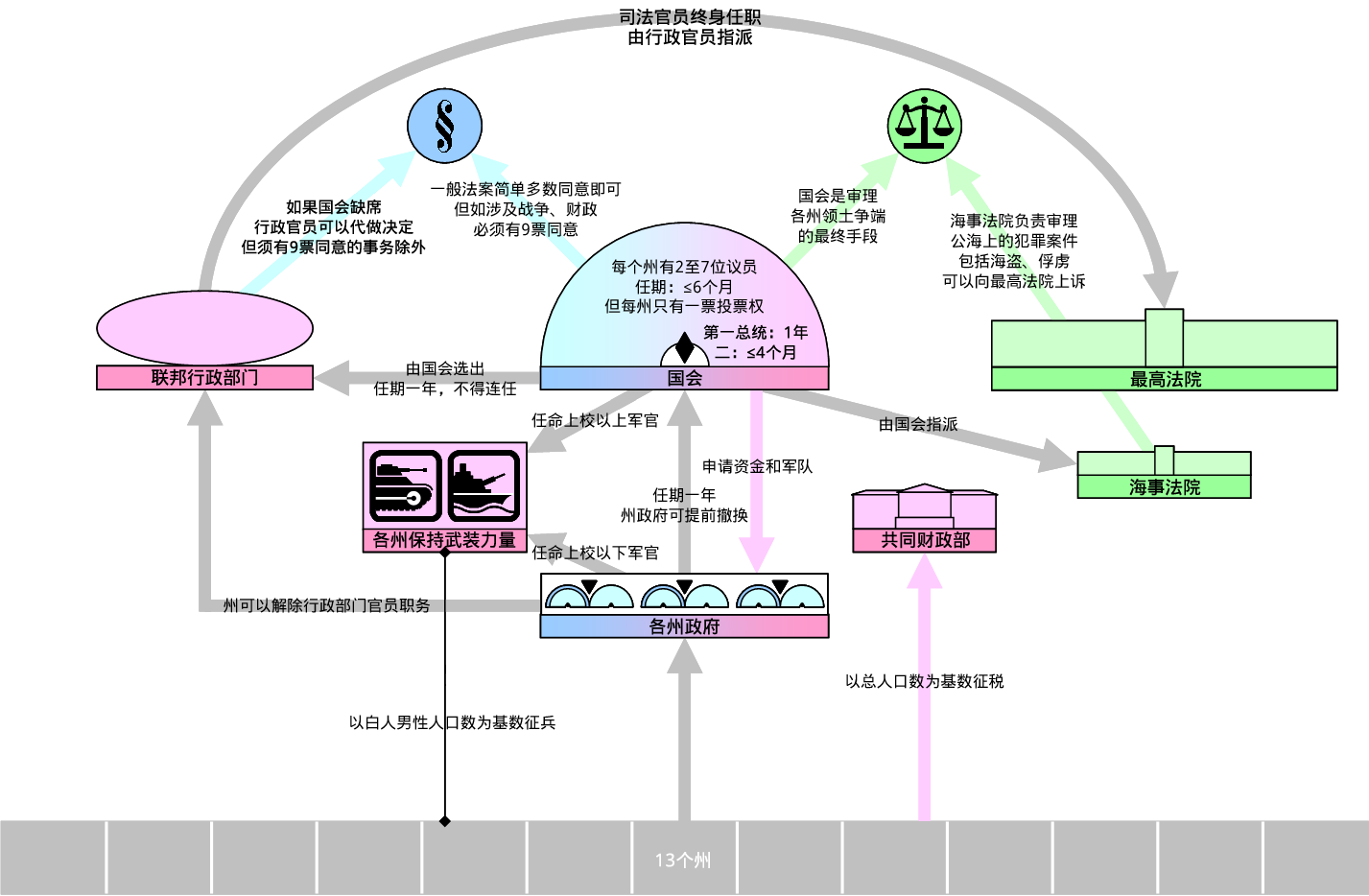
新泽西方案

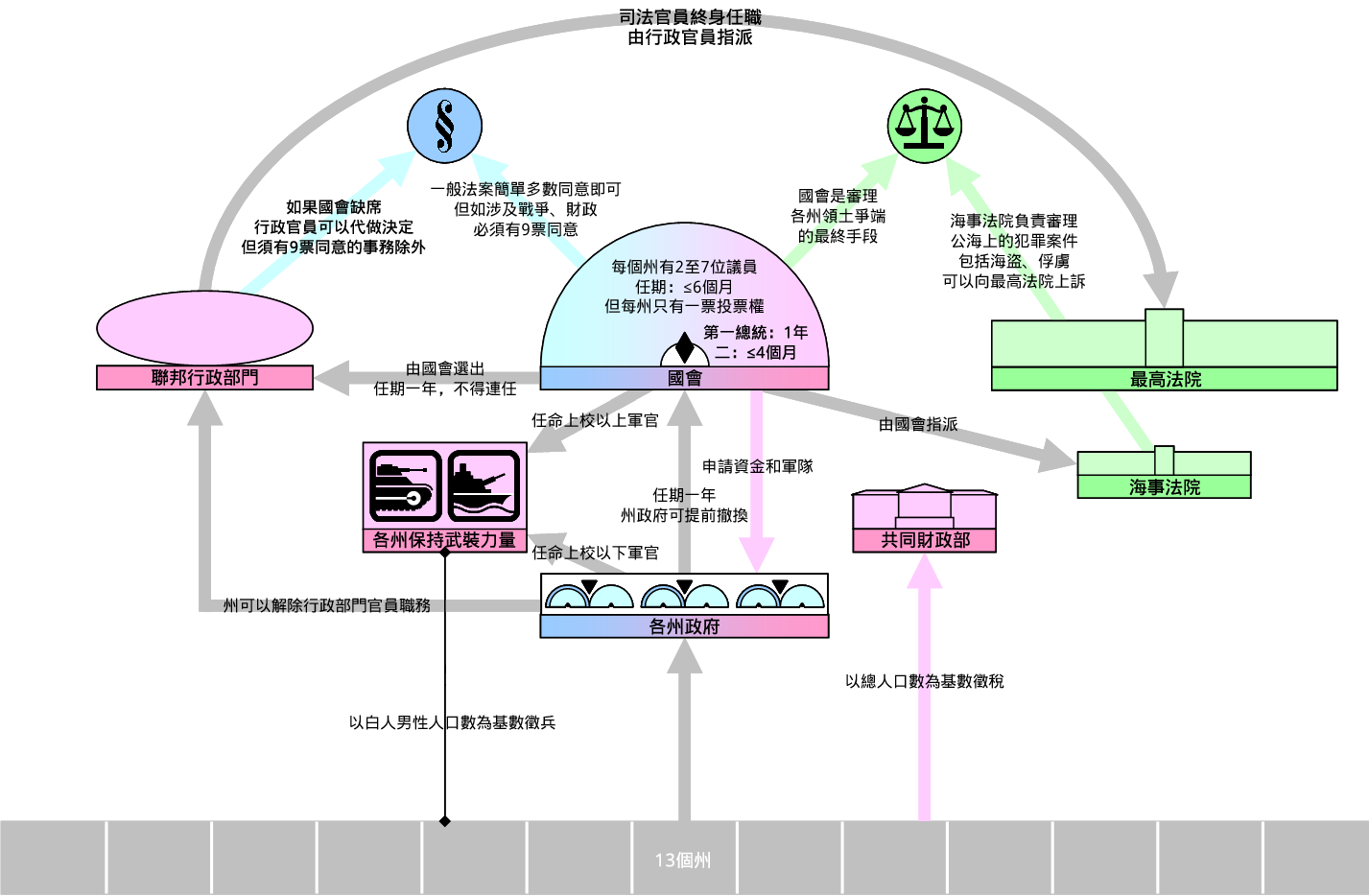
新澤西方案

弗吉尼亚方案提出后，新泽西州代表威廉·帕特森要求休会，以便其准备一份方案。根据《邦联条例》，任何州在国会中的代表权都是平等的，均只有一票表决权，但弗吉尼亚方案则提出国会两院代表人数均按各州人口数量进行分配，因此会严重威胁到人口小州的利益。6月14至15日，多个小州的代表举行会晤，商讨制订一套对抗弗吉尼亚方案的新方案，这个新方案就是新泽西方案。也被称为小州方案。
新泽西方案本质上是对弗吉尼亚方案提出的反驳，其与最初决定召开本次会议的目标：修改《邦联条例》更为接近。根据此方案，现存的大陆议会将予以保留，但其权力将得以扩张，如保证征税权的有效施行等。同时也会通过国会选举来建立行政权分支（其中，行政权由多人共同分享），行政长官任期只能有一届，并且如果有州长提议则应该予以替换；方案中同样还建立了终身任职的司法分支，其人选由行政官员指派；另外，任何国会通过的法律均高于各州的法律。威廉于6月15日在会上提交了这一方案，但最终被否决了，不过这个方案还是给众人口小州以保护自己权力的焦点。

### 汉密尔顿方案

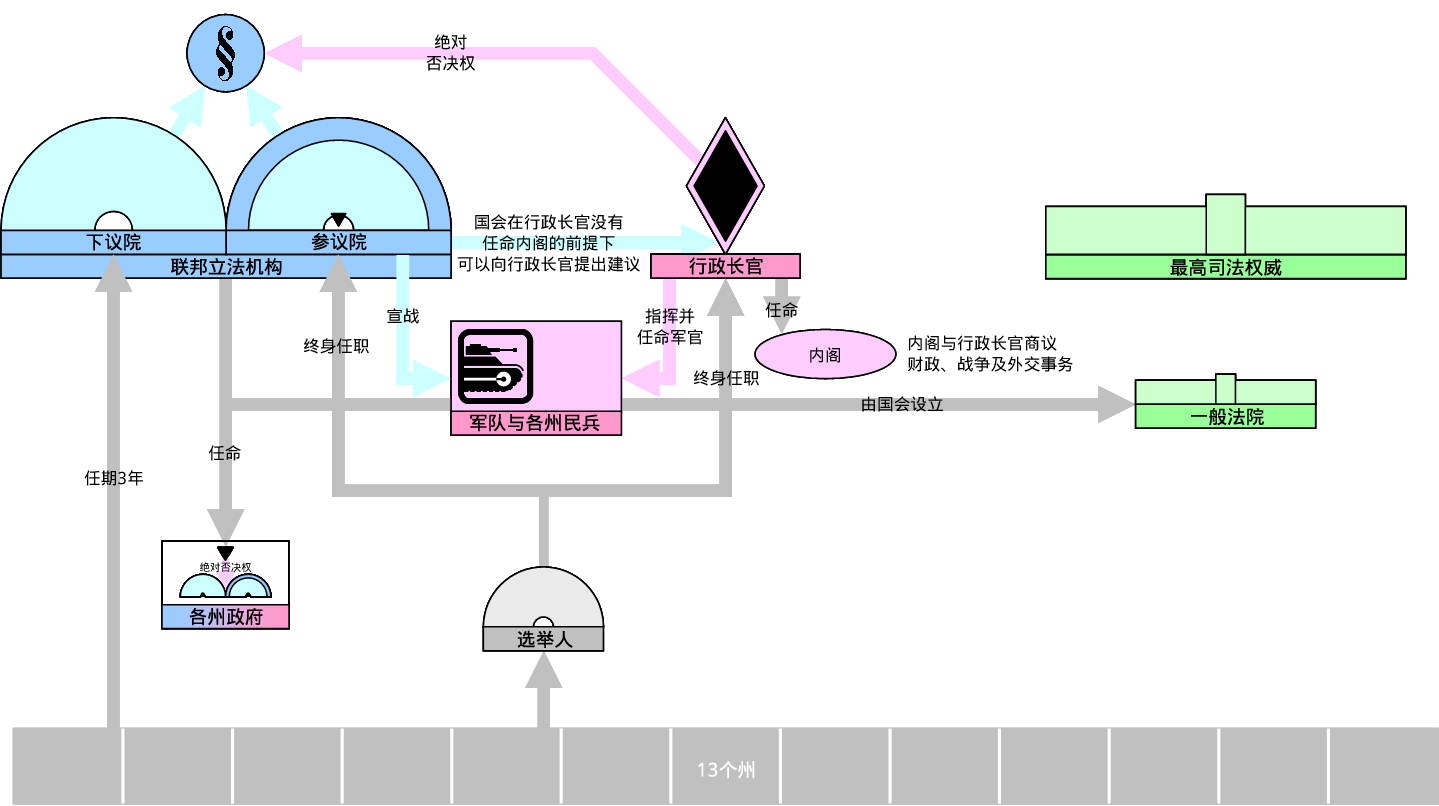
汉密尔顿方案

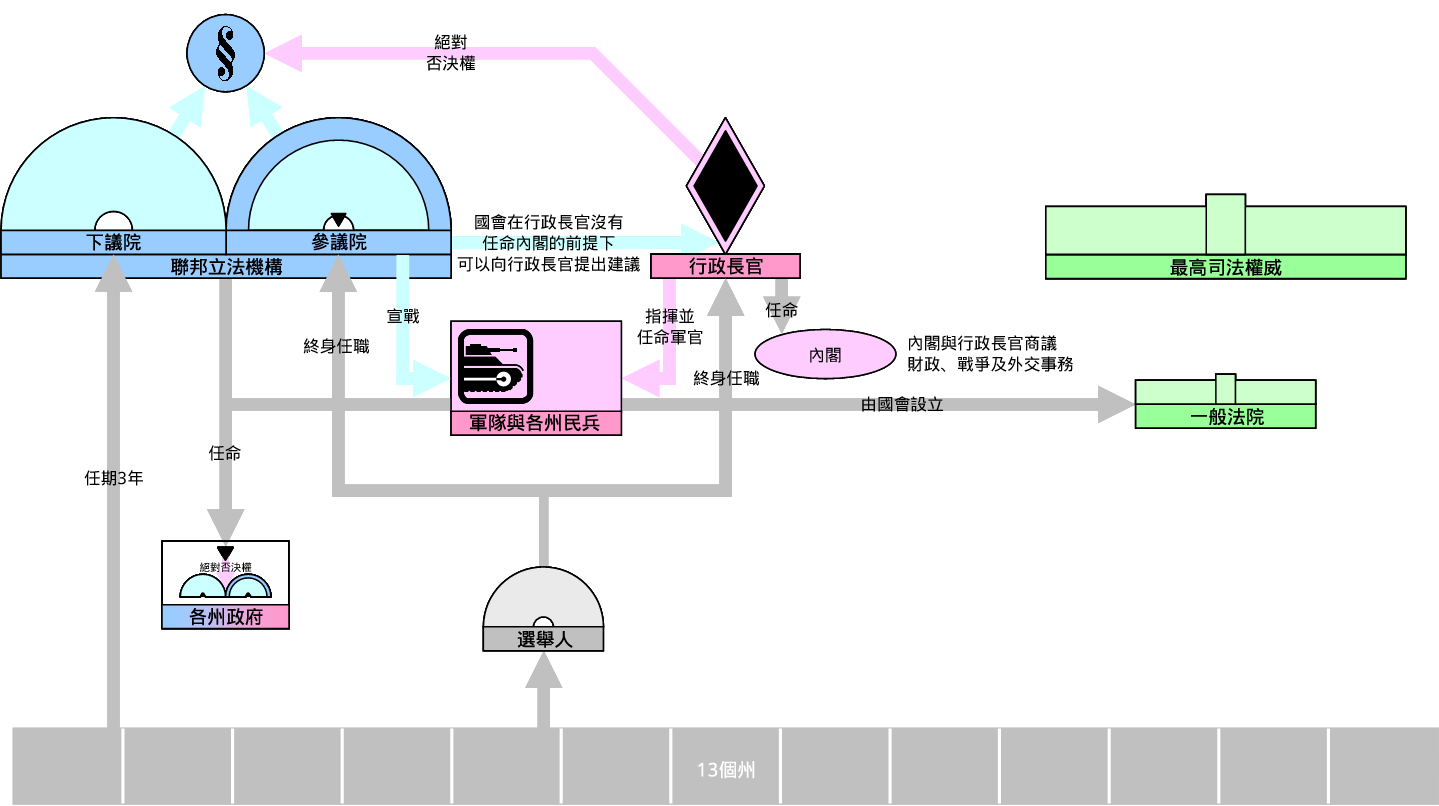
漢密爾頓方案

由于对新泽西方案和弗吉尼亚方案都不满意，亚历山大·汉密尔顿也于1787年6月18日提出了他的方案，也称英国方案，因为其中与英国当时强大的中央集权政体有很多相似之处。在其方案中，汉密尔顿实际上是将联邦政府巩固成了一个单独的国家，而非多个主权州的联盟。方案中同意设立了两院制的立法部门，其中下议院由人民直选，任期3年；上议院则在人民所选派的终身任职的代表中进行选举。同时这一方案也规定，由选举人选举出的全国行政首脑可以终身任职，并且对任何国会法案拥有绝对的否决权。此外，各州州长由国会指派，并且国会有权推翻任何州的立法。
汉密尔顿方案被视为是一个经过了深思熟虑的方案，但由于其与英国当时的政治制度太过相似，并且也要求各州放弃许多他们并不打算放弃的权力，因此没有被其他多数与会代表接受。

### 康涅狄格妥协
6月11日，康涅狄格州代表罗杰·谢尔曼提出了康涅狄格妥协提案。这一妥协主要是混合了弗吉尼亚州（人口大州）和新泽西州（人口小州）的提案，其最大的贡献就是确立了参议员名额的分摊，并保持了宪法中的联邦体制。谢尔曼支持弗吉尼亚方案中两院制国会立法机构的构想，但提议在“国会第一院（众议院）的代表人数应该按各州人口数量分配，而第二院（参议院）中则应该每一个州都同样是有一位代表”。这一提议一开始的时候未能获得通过，但之后在7月23日得到了通过。不过最终写入宪法的部分作出了一些改动（如每个州将会有两位参议员而不是一位等）。细节委员会中的本杰明·富兰克林还补充要求所有税收法案最初只能从众议院提出，而非由议员按其所属州议会的指示来投票决定。这一补充让所有国会议员都可以自由地按照自己个人的意愿行事，而非时时受制于各州:199。

## 奴隶制
奴隶制问题是整个制宪会议期间最具争议性的议题，当时在多个州中，奴隶制都是非常普遍的:68。仅与会的55位代表中就有25位是奴隶主，其中包括所有来自弗吉尼亚和南卡罗莱纳的代表:68–69。在所有州中，奴隶的总数占到了人口总数的五分之一:139，除了全国最北端已经基本消除了奴隶制的新英格兰地区外，全国任何一个地区都有奴隶的存在:132。不过所有奴隶中，占约90%的多数居住在南方的州:132，这些州中约三分之一的家庭拥有奴隶（而在人口最多且最富饶的弗吉尼亚州，这个比例更高达约一半:135），南方州当时的整个社会经济体系就是基于奴隶来维系的种植园经济，因此其代表不会接受任何他们认为将会威胁到其经济命脉的提议。

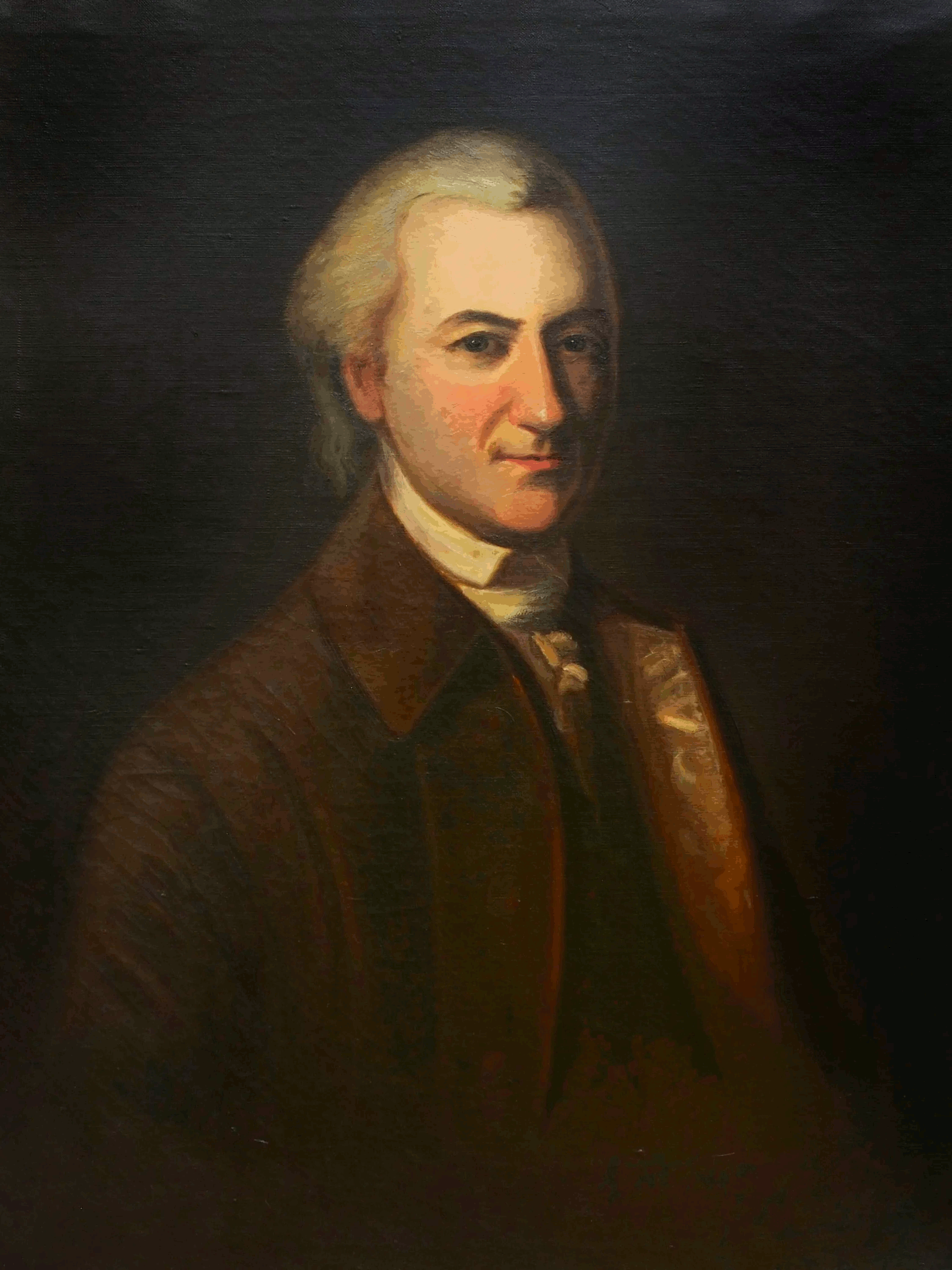
特拉华州代表约翰·迪金森在会议期间对奴隶制炮火全开。他曾是该州最大的奴隶主，并在1787年释放了其拥有的全部奴隶

新宪法中是否要对奴隶制进行管制，是会议上北方和南方州争议的焦点。几个南方州直接表示如果宪法禁止奴隶制，那么这几个州根本不会加入联邦。反对奴隶制的代表们因此不得不放弃在新建成的联邦中完全禁止奴隶制的观点，不过他们仍然坚持认为宪法中应该禁止各州参与任何国际性的奴隶贸易，包括从非洲“进口”奴隶或是将本国奴隶“出口”到其他国家。会议推迟了对国际奴隶贸易问题做出最后决定的时间，以便辩论和审议其争议的本质原因。7月下旬休会期间，细节委员会提议禁止联邦政府对国际奴隶贸易进行干涉，或是对奴隶贸易强制征税。而直到8月下旬这一提议被再次提出时，会议代表仍然无法达成共识。因此他们只好将这个问题交给一个由11位成员组成的委员会来做进一步的探讨。而委员会于是提供了一个妥协方案：国会必须要在20年以后，才可以拥有和行使禁止国际奴隶贸易的权力（即最早也要到1808年才可以）。作为对这一妥协的交换，联邦政府将来如果需要对国际奴隶贸易征税或通过相应法案，只需国会两院以簡單多数通过即可，而非三分之二的特別多数。因此，其对国际贸易的管辖权实际上有所增强:318-329。
会议上争论的另一个有关奴隶制的问题，是在统计各州人口以便决定其在联邦众议院的议员代表数目时，是否要将黑奴也统计进去，还是只是将其视为是奴隶主的“财产”而不算作公民。这样的提议也引起了拥有奴隶数较多州代表们的强烈反对，他们坚持认为虽然从法律意义上这些黑奴属于“财产”而没有平等的公民权，但是如果新组建的联邦政府要根据各州人口总数来分配税赋，那么在确定众议员人数时，仍然必须将奴隶数目也计算进去。而奴隶较少州的代表则认为在按州人口总数来纳税时，奴隶的数目可以计算进去，但分配代表时则不需要考虑。
最终，詹姆斯·威尔森提议在统计各州人口来决定该州众议员人数时，每位黑奴按五分之三个美国公民计算，这就是所谓的五分之三妥协。这一妥协得到了通过，并且也是会议解决的最后一个重大议题。

## 与会代表
由于罗德岛州给予抵制，其他州一共指定了70名代表参加此次会议。但有一部分没有到会，最终参加制宪会议的代表一共是55人。
这55位代表几乎全部参加过独立战争，其中29位曾在大陆军中服役，且大部分是军官，除了两到三人外，其他代表全部都曾在殖民地或独立后的各州政府内任职:65。约四分之三的代表曾是或还是当时邦联议会的议员，并且大部分人在独立战争时期就是大陆会议的成员:25，有几位都曾担任州长:65。只有罗杰·谢尔曼和罗伯特·莫里斯两人先后在美国建国史上的三份里程碑性质的文献上簽过字，分别是《独立宣言》、《邦联条例》和宪法。
超过一半的代表受过专业的法律训练并且曾担任律师或法官，不过只有约四分之一以此为主要的谋生手段。代表们所从事的其他职业还有：商人、船主、工厂主、银行家、金融家、农场主、土地投机商、医生，另外还有一位牧师:65–68。其中25人拥有奴隶，16人依靠奴隶来作为发展其他事业的本钱。大部分代表大量拥有土地，绝大部分都生活得非常富裕和舒适:66-67。乔治·华盛顿和古弗尼尔·莫里斯则是当时全国最有钱的人之一。
| 新泽西州 - 大卫·布瑞利 - 乔纳森·戴顿 - 威廉·休斯顿* - 威廉·利文斯顿 - 威廉·帕特森 特拉华州 - 理查德·巴塞特 - 小甘宁·贝德福 - 雅各布·布朗 - 约翰·迪金森 - 喬治·里德 乔治亚州 - 亚伯拉罕·鲍德温 - 威廉·费 - 威廉·休斯顿* - 威廉·皮尔斯* | 马里兰州 - 丹尼尔·卡罗尔 - 路德·马丁* - 詹姆斯·麦克亨利 - 约翰·弗朗西斯·梅瑟* - 圣托马斯·珍尼弗·丹尼尔 南卡罗莱纳州 - 皮尔特·巴特勒 - 查尔斯·科特斯沃斯·平克尼 - 查尔斯·平克尼 - 约翰·拉特利奇 新罕布什尔州 - 尼古拉斯·吉尔曼 - 约翰·兰顿 康涅狄格州 - 奥利弗·埃尔斯沃思* - 威廉·塞缪尔·约翰逊 - 罗杰·谢尔曼 | 纽约州 - 亚历山大·汉密尔顿 - 约翰·兰辛* - 罗伯特·叶茨* 北卡罗莱纳州 - 威廉·布朗特 - 威廉·理查森·戴夫* - 亚历山大·马丁* - 理查德·多布斯·斯派特 - 休·威廉森 弗吉尼亚州 - 詹姆斯·麦迪逊 - 乔治·华盛顿 - 小约翰·布莱尔 - 乔治·梅森* - 詹姆斯·麦克鲁格* - 埃德蒙·伦道夫* - 乔治·魏瑟* | 宾夕法尼亚州 - 本杰明·富兰克林 - 乔治·克莱默 - 托马斯·费兹西蒙斯 - 贾瑞德·英格索尔 - 托马斯·米弗林 - 古弗尼尔·莫里斯 - 罗伯特·莫里斯 - 詹姆斯·威尔森 马萨诸塞州 - 埃尔布里奇·格里* - 内森尼尔·哥尔汉姆 - 鲁弗斯·金 - 卡里布·斯壮* 罗德岛州 - 罗德岛州没有派出代表参加这次会议 |

带*号的说明这位代表没有在最终定稿的宪法文本上签名。
有几位最为著名的美国开国元勋并未参加本次制宪会议。如托马斯·杰弗逊当时是驻法国大使（不过，在他写给约翰·亚当斯的一封信中，形容代表们称赞宪法为“神来之笔”），而约翰·亚当斯则在英国出任大使，他也写信鼓励了与会代表。帕特里克·亨利表示会议“充满了君主制的恶臭”因而拒绝与会，约翰·汉考克和塞缪尔·亚当斯也同样拒绝参加。更多州的不少经验丰富的年长代表则主要是因为地方事务缠身而无法出席:65，而他们主要都是打算修订《邦联条例》，而非组建新政府。

## 注解
1. ↑  这个职位现在一般译为“司法部长”，这一职位虽早在1789年就已建立，但当时只是个兼职的内阁职位，并且即使之后成为全职后也仍然应该叫总检察长，因为美国联邦司法部是直到1870年才建立的，所以要到这之后才有资格叫“司法部长”。见陈伟、任东来著：《美国宪政历程：影响美国的25个司法大案》，北京：中国法制出版社，2004年1月第一版，ISBN 7-80182-138-6，第32页。

### 引用出处
1. 1 2  Jillson, Calvin C. . Taylor & Francis. 2009. ISBN 978-0-203-88702-8.
2. ↑  . United States Census Bureau.   [2013-11-23]. （原始内容存档于2013-11-07）.
3. 1 2 3 4 5 6 7 8  Larson, Edward J.; Winship, Michael P. . New York: The Modern Library. 2005. ISBN 0-8129-7517-0.
4. 1 2 3 4 5 6 7 8 9 10 11 12 13 14 15 16 17 18 19 20 21 22 23 24 25 26 27 28 29 30 31 32 33 34 35 36 37 38 39 40 41 42 43 44 45 46 47  Beeman, Richard. . New York: Random House. 2009. ISBN 978-1-4000-6570-7.
5. 1 2  . The Avalon Project. Yale Law School Lillian Goldman law library.   [2013-11-23]. （原始内容存档于2013-11-04）.
6. ↑  Maryland v. West Virginia, 217 U.S. 1 (1910)
7. ↑  Hunt, Gaillard. . Doubleday. 1902: 92  [2015-02-12]. （原始内容存档于2015-02-12）.
8. ↑  . The U.S. National Archives and Records Administration.   [2013-11-23]. （原始内容存档于2013-09-17）.
9. 1 2 3 4  Padover, Saul K. Jacob W. Landynski , 编. . 3. New York: NY: A Meridian Book. 1995.
10. 1 2  . The Avalon Project at Yale Law School.   [2013-11-23]. （原始内容存档于2013-01-20）.
11. ↑  Farrand, Max. . Yale University Press. 1966: 155. ISBN 978-0-300-00080-1.
12. 1 2 3 4 5 6 7 8 9 10 11 12 13 14 15 16 17 18 19 20 21 22 23 24 25 26 27 28 29 30  Stewart, David O. . New York: Simon & Schuster. 2007. ISBN 978-0-7432-8692-3.
13. ↑  . Junior Philatelists on the Internet.   [2013-11-23]. （原始内容存档于2013-07-21）.
14. ↑  National Archives. .   [2013-11-23]. （原始内容存档于2013-10-01）.

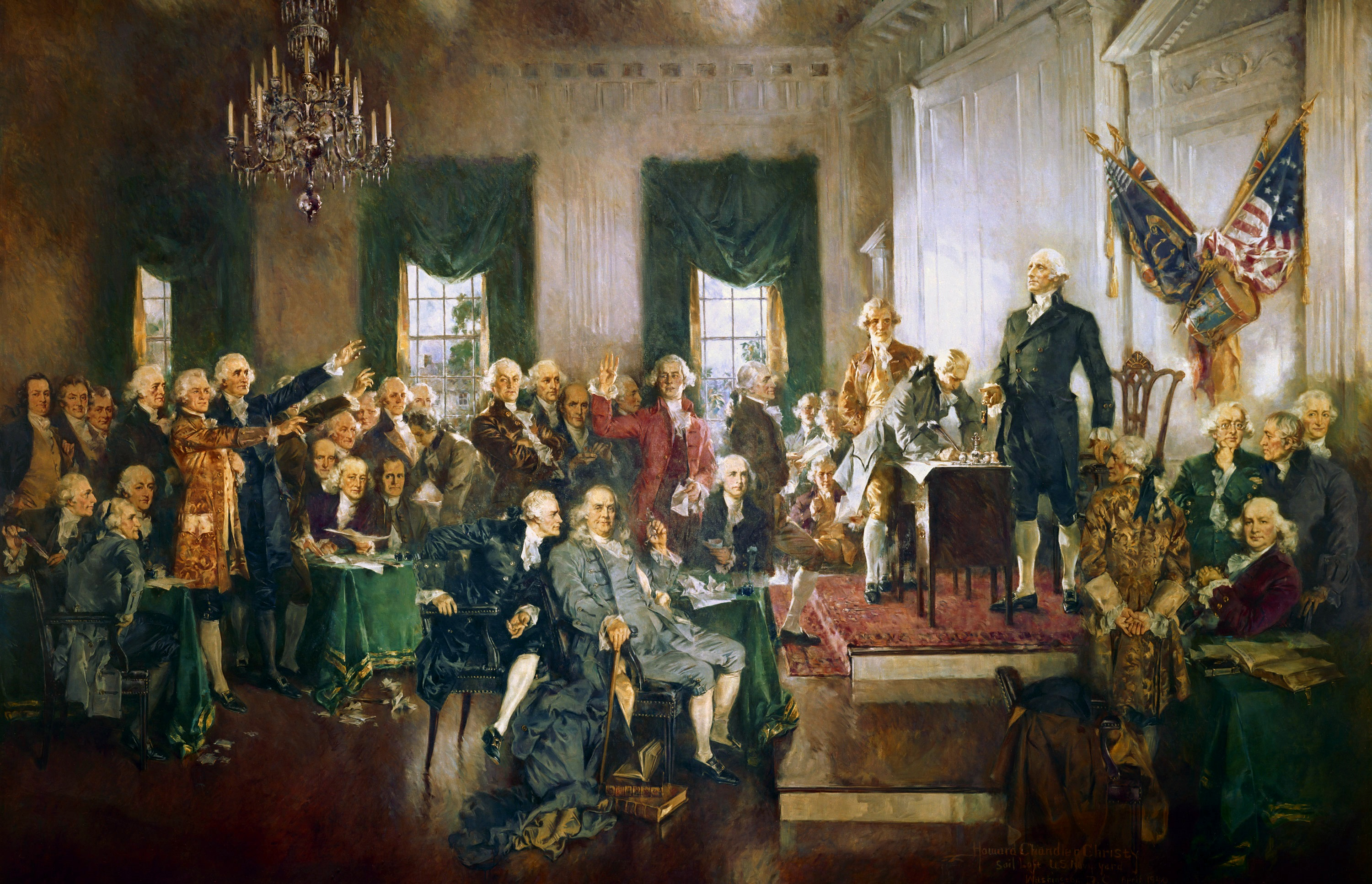
霍华德·钱德勒·克里斯创作的油画《签署美利坚合众国宪法的情景》

15. ↑  . USConstitution_net. U.S. Constitution Online.   [2013-11-23]. （原始内容存档于2013-08-28）.
16. ↑  Michael A. Shea. . Michael Shea. 2012: 212  [2013-11-23]. ISBN 978-0-9851287-0-8. （原始内容存档于2014-01-03）.
17. ↑  Akhil Reed Amar. . Random House Digital, Inc. 2006: 29  [2013-11-23]. ISBN 978-0-8129-7272-6. （原始内容存档于2021-03-10）.
18. 1 2 3 4 5 6 7 8 9 10 11 12 13 14 15 16 17 18 19 20 21 22 23 24 25 26 27  US Constitution.net. .   [2013-11-23]. （原始内容存档于2013-11-14）.
19. ↑  The Plan of Charles Pinckney (South Carolina), Presented to the Federal Convention, May 29, 1787. .   [2013-11-23]. （原始内容存档于2013-01-15）.
20. ↑  The Debates in the Federal Convention of 1787 reported by James Madison : May 29. .   [2013-11-23]. （原始内容存档于2013-01-20）.
21. 1 2 3 4  United States Department of Labor and Commerce Bureau of the Census. . D.C.: Government Printing Office. 1909  [2013-11-23]. （原始内容存档于2013-08-01）.
22. 1 2 3  Constitutional Rights Foundation. .   [2011-01-10]. （原始内容存档于2011-01-10）.
23. 1 2  United States National Archives and Records Administration. .   [2013-11-23]. （原始内容存档于2013-10-04）.
24. 1 2 3 4 5  Unites States National Archives and Records Administration. .   [2013-11-23]. （原始内容存档于2013-11-15）.
25. ↑  Farrand, Max. . New Haven: Yale University Press. 1913: 13  [2013-11-23].